# Altar der sieben Sakramente (Rogier van der Weyden)
Der Altar der sieben Sakramente oder Sakramentsaltar ist ein Triptychon mit feststehenden Flügeln von Rogier van der Weyden. Das zwischen 1445 und 1450, wahrscheinlich für eine Kirche in Poligny, gemalte Bild befindet sich im Königlichen Museum für Schöne Künste in Antwerpen.

## Bildmotiv
Rogier van der Weyden stellt in seinem Triptychon die sieben Sakramente dar. Auf der linken Tafel sind Taufe, Firmung und das Bußsakrament dargestellt. Den Vordergrund der Mitteltafel dominiert die Kreuzigung Christi, möglicherweise der einzige originäre Beitrag van der Weydens zu diesem Gemälde, die anderen Teile wurden von seiner Werkstatt ausgeführt. Im Hintergrund der Mitteltafel ist das Altarssakrament zu sehen. Das Weihesakrament, das Ehesakrament und die Krankensalbung sind auf dem rechten Flügel wiedergegeben.
Über den jeweiligen Sakramenten sind Engel mit Schriftrollen abgebildet, deren Gewänder farblich einen Bezug zu dem jeweilige Sakrament herstellen, beginnend mit Weiß für die Taufe bis Schwarz für die Sterbesakramente. Auf den Flügeln befinden sich noch weitere Figuren, die wohl die Stifter des Bildes darstellen. Manche Köpfe sind nach Porträts nach der Vollendung eingefügt worden. Der innere Rahmen des Bildes ist gemalt, in den Zwickeln der Bögen befinden sich Wappen, vermutlich die des Stifters. Bei diesem handelt es sich vermutlich um Jean Chevrot, der von 1436 bis 1460 Bischof von Tournai war. Sein Wappen fügte van der Weyden wahrscheinlich in den linken Bildrand des Mittelteils ein. Bei dem rechten Wappen handelt es sich nach jetzigem Forschungsstand um das Wappen des Bistums Tournai.